# Гонзага, Риччарда
Риччарда Гонзага (итал. Ricciarda Gonzaga; 22 февраля 1698, Новеллара, графство Новеллара — 24 ноября 1768, Масса, герцогство Массы) — итальянская аристократка из дома Гонзага-ди-Новеллара-э-Баньоло, дочь Камилло III Гонзага, графа Новеллара, наследная графиня Новеллара; в замужестве — герцогиня Массы и княгиня Каррары.

## Биография
Риччарда Гонзага родилась в Новеллара 22 февраля 1698 года. Она была дочерью Камилло III Гонзага, восьмого графа Новеллара и Матильды д’Эсте, принцессы Модены и Реджо. Риччарда Гонзага оказалась последней представительницей ветви Гонзага-ди-Новеллара-э-Бальоне дома Гонзага. Она унаследовала все титулы этой ветви и передала их своей внучке Марии Беатриче д’Эсте, единственному ребёнку её старшей дочери Марии Терезы Чибо-Маласпина.
В 1715 году Риччарда Гонзага сочеталась браком с Альдерано I Чибр-Маласпина, четвертым герцогом Массы и князем Каррары. Первые десять лет совместной жизни прошли у супругов без детей. Альдерано I был последним представителем владетельного дома Чибо-Маласпина и переживал, что с его смертью домен перестанет существовать. Наконец, в 1725 году у них родилась дочь, а следом ещё две.
В 1728 году, после смерти брата Филиппо Альфонсо Гонзага, Риччарда Гонзага унаследовала графство Новеллара.
Внезапная смерть мужа в 1731 году, оставила на её попечении трёх маленьких дочерей. С 1731 по 1744 года вдовствующая герцогиня была регентом при несовершенной дочери Марии Терезы, герцогини Массы и княгини Каррары. В это время в ней особенно проявились волевой характер и талант государственного деятеля. В 1741 году она устроила династический брак Марии Терезы с Эрколе Ринальдо д’Эсте, наследным принцем Модены и Реджо.
Последние годы жизни вдовствующая герцогиня провела в разъездах между Массой, которой фактически управляла в отсутствии дочери-герцогини, своим личным доменом Новелларой и любимой резиденцией дочери-герцогини в Реджо-ди-Эмилии. Риччарда Гонзага умерла в Массе 24 ноября 1768 года. Она была похоронена в усыпальнице собора в Массе.

## Брак и потомство
29 апреля 1715 года в Милане Риччарда Гонзага сочеталась браком с Альдерано I Чибо-Маласпина, четвертым герцогом Массы и князем Каррары. В их семье родились три дочери:
- Мария Тереза Франческа Чибо-Маласпина (29.06.1725 — 25.12.1790), герцогиня Массы и княгиня Каррары, герцогиня Айелло и баронесса Падули, сочеталась браком с Эрколе III Ринальдо д’Эсте, герцогом Модены и Реджо (22.11.1727 — 04.10.1803);
- Мария Анна Матильда Чибо-Маласпина (10.04.1726 — 1797), сочеталась браком с Орацио Альбани, вторым князем Сориано-аль-Чимино, патрицием Урбино и патрицием Генуи;
- Мария Камилла Чибо-Маласпина (29.04.1728 — 1760), сочеталась браком с Рестайно Джоаккино ди Токко-Кантельмо-Стюартом, пятым князем Монтемилетто, пятым князем Петторано, титулярным князем Ахайи, десятым герцогом Пополи, четвёртым герцогом Сичиньяно и герцогом Апиче, патрицием Неаполя и патрицием Венеции, грандом Испании.